# Belagerung von Luxemburg (1684)
Courtrai – Oudenaarde – Luxemburg –  Ter – Genua – Gerona – Cadaqués – Elba
Die Belagerung von Luxemburg vom 27. April bis zum 7. Juni 1684 war die bedeutendste Auseinandersetzung zwischen Frankreich und Spanien während des Reunionskrieges von 1683/84.

## Vorgeschichte
Ein wichtiges Ziel der Reunionspolitik Ludwig XIV. war die Gewinnung der strategisch bedeutenden Stadt Luxemburg, die unter spanischer Verwaltung stand, aber de jure zum Heiligen Römischen Reich gehörte. Bereits 1681/82 wurde die Stadt belagert, und die Bewohner gerieten dabei in große Not. Dieser Versuch wurde abgebrochen, das Land allerdings besetzt.
Insbesondere zur Gewinnung Luxemburgs begann Ludwig XIV. 1683 den Reunionskrieg. Im Dezember 1683 wurde Luxemburg mit Mörsern bombardiert. Etwa 6000 Bomben und Granaten sollen abgefeuert worden sein.
Die Festung Luxemburg verfügte damals nicht nur über moderne Befestigungsanlagen, sondern war auch durch ihre natürliche Lage geschützt. Im Gegensatz zu der durch die Bombardierung im Vorjahr weitgehend zerstörten Stadt befanden sich die Befestigungswerke in einem guten Zustand.

## Verlauf

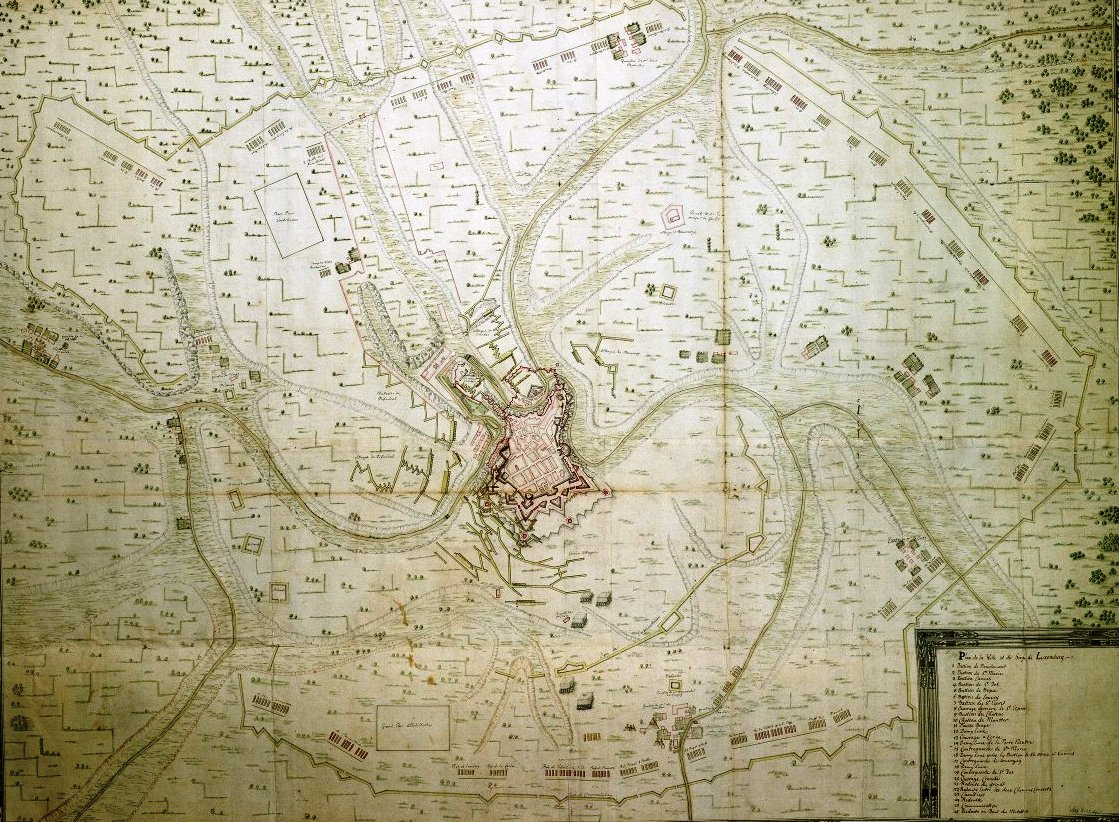
Karte der Stadt und der Stellungen der Belagerer

Im Januar 1684 gelang es dem französischen Marschall François de Créquy, Luxemburg von der spanischen Hauptarmee abzuschneiden. Eine Armee wurde zwischen Brüssel und Luxemburg postiert, um die gegnerischen Truppen vom eigentlichen Ziel Luxemburg abzulenken. Das Kommando über die Belagerungsarbeiten vor Luxemburg hatte Sébastien Le Prestre de Vauban inne.
Die französischen Truppen waren etwa 25.000 Mann stark und verfügten über mehr als 70 Geschütze. Bei den Streitkräften war auch eine Gruppe von Militäringenieuren. Die spanischen Truppen in der Stadt standen unter dem Kommando des Fürsten de Chimay und des Comte de Tille. Sie zählten etwa 4090 Mann mit 600 Pferden. Hinzu kamen 600 Bewohner der Stadt, die sich freiwillig gemeldet hatten. Es mangelte in Stadt und Festung nach der Belagerung im vorigen Jahr an Nahrungsmitteln und Munition.
Die Belagerung begann damit, dass zwischen dem 28. April und dem 8. Mai rund um die Stadt Verteidigungsanlagen errichtet wurden, um die Belagerungsarmee zu schützen. Dazu wurden etwa 12.000 Arbeitskräfte, darunter auch zwangsverpflichtete Bauern, eingesetzt. Arbeiter wurden auch aus den Gegenden um Metz, Toul und Verdun herangezogen.
Die Verteidiger versuchten, die Arbeiten so weit wie möglich zu behindern. Am 1. Mai kam es zu einem größeren Ausfall. Die Arbeiter im Angriffsbereich wurden vertrieben und die Befestigungen zerstört, ehe ein Gegenangriff die Spanier wieder zwang, in die Festung zurückzukehren.
Als Hauptangriffspunkt wählte Vauban die Front der Ebene (Neutorfront). Daneben wurde eine Nebenangriffs- und mehrere Scheinangriffsstellen ausgewählt. Seit Anfang Mai wurden die eigentlichen Belagerungsgräben gegraben. Mit Hilfe von Approchen ließ Vauban an zwei Stellen gegen die Festung vorgehen. Die vorderste Front war etwa noch eine halbe Gewehrschussweite von den gedeckten Wegen der Stadt entfernt. Beide Angriffspunkte wurden durch einen Laufgraben miteinander verbunden. Die Franzosen errichteten vier Batterien für die Belagerungsartillerie, die gegen den Hauptangriffsbereich gerichtet war. Neben normalen Geschützen wurden auch Mörser eingesetzt. In der Nacht des 8. Mai begannen die Kanonen auf die Stadt zu schießen. Die Belagerten reagierten am 9. Mai mit mehreren Ausfällen und zerstörten einige Angriffsbauten, ohne den Fortgang des Baus stoppen zu können. Am 11. Mai waren die Belagerer bis auf 30 Schritt vom äußersten gedeckten Weg der Festung angelangt. Drei Parallelen verbanden die Gräben. Zudem wurden weitere Geschützbatterien aufgefahren. Auch an anderen Stellen näherten sich die Laufgräben der Stadt.
Seit dem 14. Mai begannen beide Seiten mit dem Minenkrieg, während oberirdisch die Angreifer immer stärker unter das Feuer der Verteidiger gerieten. Die Verteidiger gruben Tunnel, unterminierten die Angriffsstellungen und ließen diese einstürzen. Besonders von den Redouten gerieten die Belagerer immer wieder unter Beschuss. Die Redouten wurden dann auch das bevorzugte Ziel der Geschütze. Am 18. Mai gelang es den Franzosen in einen der teilweise unterirdischen Verbindungsgänge der Redoute Marie einzubrechen, worauf es zu einem erbitterten Nahkampf kam. Am nächsten Tag vertrieben die Franzosen die Verteidiger aus der Redoute. Die durch die Spanier vor dem Rückzug vorbereitete Sprengung der Stellung funktionierte nicht.
Nachdem die Redoute Barlaimont drei Tage unter heftigstem Beschuss gelegen hatte, wurde diese von den Spaniern in der Nacht zum 21. Mai geräumt. Damit hatten die Belagerer den gesamten gedeckten Weg unter ihrer Kontrolle. Die Franzosen konnten nunmehr ihre Geschütze weiter in Richtung Stadt vorschieben. Seit dem 24. Mai lagen die Festungswerke im Hauptangriffsbereich unter massiven Geschütz- und Mörserbeschuss. Am 25. Mai wurden die Spanier nach schweren Kämpfen aus dem inneren gedeckten Weg vertrieben. Ein von diesen gezündete Mine tötete viele der Angreifer.
Sappeure der Franzosen ihrerseits begannen damit die Mauern zu unterminieren und durch unterirdische Explosionen zu beschädigen. Am 27. Mai wurde so die Kontergarde Barlaimont beschädigt und daraufhin durch französische Truppen gestürmt. Zwar wurden die Franzosen später wieder vertrieben, zuvor hatten sie aber die Anlage gesprengt. Am 29. und 30. Mai mussten sich die Spanier aus weiteren Stellungen zurückziehen, weil sie nicht mehr verteidigungsfähig waren. Unterdessen arbeiteten sich die französischen Mineure immer weiter vor. Am 31. Mai wurden die Truppen der Verteidiger zum Hauptwall zurückgezogen. Es drohte auch die Bastion Barlaimont durch einen möglichen Sturmangriff nach Vorarbeit der gegnerischen Mineure verloren zu gehen.
Der Gouverneur der Festung rief einen Kriegsrat ein. Da keine Entsatzarmee mehr erwartet werden konnte und er nach einer Erstürmung der Stadt Plünderungen und Massaker befürchtete, begann er über eine Übergabe zu verhandeln. Diese führten zunächst zu keinem Ergebnis, worauf das Geschützfeuer von beiden Seiten heftiger als zuvor war. An den Nebenschauplätzen insbesondere im Bereich des Schlosses gelangen den Belagerern Breschen zu schlagen. Letztlich war den Belagerten klar, dass sie sich nicht halten konnten. Am 3. Juni zogen sie die weiße Fahne hoch und baten um Verhandlungen. Daraufhin stellten beide Seiten das Feuer ein. Die Parteien einigten sich rasch auf eine ehrenvolle Übergabe.
Vier Tage später konnte die Besatzung die Stadt mit je nach Angaben 1300 bis 2000 überlebenden Soldaten mitsamt Pferden und Bewaffnung unter Fahnen verlassen.

## Folgen
Während der Belagerung beschoss die französische Artillerie die Stadt Tag und Nacht mit mehr als 55.000 Schüssen. Die Garnison hatte über 2700 Verluste an Gefallenen, Verwundeten und Kranken gehabt. Von den freiwilligen Bürgern starben 80 Mann. Die Franzosen sollen Verluste von 8000 Mann gehabt haben. Die Belagerung war nicht nur verlustreich, sondern auch ausgesprochen kostspielig. Sie kostete etwa 373.000 Livres.
Nachdem die Stadt erobert worden war, marschierten die Franzosen nach Trier, nahmen die Stadt ein und zerstörten die Befestigungen. Danach rückten sie mit Billigung des Kölner Kurfürsten in Kurköln ein.
Nach der Einnahme von Luxemburg hatte Ludwig XIV, sein eigentliches Kriegsziel erreicht und bemühte sich mit Erfolg um Frieden. Vauban baute die Festungsanlagen neu auf.